# Hyukoh
Hyukoh (tiếng Hàn Quốc: 혁오) là một ban nhạc indie Hàn Quốc đã ký hợp đồng với Công ty Nghệ sĩ DooRooDooRoo. Ban nhạc được thành lập vào tháng 5 năm 2014 và bao gồm trưởng nhóm, ca sĩ, và tay guitar Oh Hyuk, tay bass Im Dong-geon, tay guitar Lim Hyun-jae, và tay trống Lee In-woo.
Ngày 03/11/2019, ban nhạc Hyukoh đã tới Việt Nam trình diễn tại Lễ hội Âm nhạc Quốc tế Gió Mùa với tư cách là khách mời.

## Sự nghiệp
Ban nhạc đã phát hành album phòng thu đầu tiên của họ, 23, vào ngày 24 tháng 4 năm 2017. Ca khúc chủ đề, "Tomboy", đứng thứ hai trên bảng xếp hạng kỹ thuật số Melon và đầu tiên trên bảng xếp hạng kỹ thuật số Genie, Bugs và Olleh không lâu sau khi phát hành. Album cũng đã đứng thứ sáu trên Bảng xếp hạng album thế giới của Billboard vào tháng 5 năm 2017. Sau khi phát hành 23, ban nhạc đã có tour diễn thế giới đầu tiên của họ. 
Âm nhạc của ban nhạc xuất hiện trong quảng cáo trên TV được phát hành vào tháng 6 năm 2018 bởi Apple Inc. cho điện thoại thông minh IPhone X. Bài hát góp mặt là Citizen Kane.

## Danh sách đĩa hát

### Album phòng thu
| Tiêu đề | Chi tiết album | Vị trí cao nhất | Vị trí cao nhất | Vị trí cao nhất | Doanh số                    |
| Tiêu đề | Chi tiết album | Hàn Quốc        | Nhật Bản        | Hoa Kỳ          | Doanh số                    |
| ------- | --- | --------------- | --------------- | --------------- | --------------------------- |
| 23      | - Phát hành: ngày 24 tháng 4 năm 2017 - Nhãn: CAO CẤP, DRDR AC, Genie Music - Định dạng: CD, tải xuống kỹ thuật số Danh sách bài hát 1. Burning Youth 2. Tokyo Inn 3. Leather Jacket (가죽자켓) 4. Tomboy 5. 2002WorldCup 6. Jesus Lived In A Motel 7. Wanli (Wanli万里) 8. Die Alone 9. Reserved Seat (지정석) 10. Simon 11. Paul 12. Surf Boy | 5               | 106             | 6               | - Hàn: 13,830+* - Nhật: 620 |

### Đĩa đơn
| Tiêu đề                     | Năm  | Vị trí cao nhất | Doanh số          | Album                         |
| Tiêu đề                     | Năm  | KOR             | Doanh số          | Album                         |
| --------------------------- | ---- | --------------- | ----------------- | ----------------------------- |
| "Wi Ing Wi Ing" (위잉)      | 2014 | 1               | - KOR: 2.500.000+ | 20                            |
| "Panda Bear"                | 2015 | 95              | - KOR: 98,706+    | Đĩa đơn không thuộc album nào |
| "Comes and Goes (와리가리)" | 2015 | 1               | - KOR: 1,629,519+ | 22                            |
| "Tomboy"                    | 2017 | 2               | - KOR: 1,082,514+ | 23                            |
| "Leather Jacket" (가죽자켓) | 2017 | 16              | - KOR: 121,914+   | 23                            |
| "LOVE YA!"                  | 2018 | 46              | —                 | 24                            |

### Các bài hát lọt bảng xếp hạng khác
| Tiêu đề                          | Năm  | Vị trí cao nhất | Doanh thu       | Album                         |
| Tiêu đề                          | Năm  | KOR             | Doanh thu       | Album                         |
| -------------------------------- | ---- | --------------- | --------------- | ----------------------------- |
| "Ohio"                           | 2014 | 29              | - KOR: 329.291+ | 20                            |
| "Lonely"                         | 2014 | 91              | - KOR: 106.988+ | 20                            |
| "I Have No Hometown"             | 2014 | -               | - KOR: 83.976+  | 20                            |
| "Feels Like Roller Coaster Ride" | 2014 | -               | - KOR: 72.406+  | 20                            |
| "Our Place"                      | 2014 | -               | - KOR: 69.875+  | 20                            |
| "Bamboo"                         | 2015 | -               | - KOR: 54,530+  | Đĩa đơn không thuộc album nào |
| "Hooka"                          | 2015 | 10              | - KOR: 707,634+ | 22                            |
| "Big Bird (큰새)"                | 2015 | 37              | - KOR: 356,608+ | 22                            |
| "Gondry (공드리)"                | 2015 | 41              | - KOR: 279,972+ | 22                            |
| "Settled Down"                   | 2015 | 83              | - KOR: 116,937+ | 22                            |
| "Mer"                            | 2015 | 86              | - KOR: 112,563+ | 22                            |
| "Die Alone"                      | 2017 | 36              | - KOR: 56,122+  | 23                            |
| "Tokyo Inn"                      | 2017 | 41              | - KOR: 50,072+  | 23                            |
| "Paul"                           | 2017 | 61              | - KOR: 43,144+  | 23                            |
| "Burning Youth"                  | 2017 | 64              | - KOR: 39,872+  | 23                            |
| "2002 World Cup"                 | 2017 | 65              | - KOR: 39,653+  | 23                            |
| "Jesus Lived In A Motel Room"    | 2017 | 68              | - KOR: 38,543+  | 23                            |
| "Wanli" (Wanli万里)              | 2017 | 79              | - KOR: 35,155+  | 23                            |
| "Surf Boy"                       | 2017 | 80              | - KOR: 37,094+  | 23                            |
| "Reserved Seat" (지정석)         | 2017 | 84              | - KOR: 35,803+  | 23                            |
| "Simon"                          | 2017 | 86              | - KOR: 35,784+  | 23                            |

### Video âm nhạc
| Tiêu đề                      | Năm  | Album |
| ---------------------------- | ---- | ----- |
| "Wi Ing Wi Ing (위잉 위잉)"  | 2014 | 20    |
| "Panda Bear"                 | 2015 | 22    |
| "Comes and Goes (와리 가리)" | 2015 | 22    |
| "Hooka"                      | 2015 | 22    |
| "Gondry"                     | 2015 | 22    |
| "Leather Jacket (가죽 자켓)" | 2017 | 23    |
| "Tomboy"                     | 2017 | 23    |
| "Wanli (Wanli)"              | 2017 | 23    |

## Giải thưởng và đề cử
| Năm  | Giải thưởng                             | Hạng mục                      | Tác phẩm được đề cử | Kết quả   |
| ---- | --------------------------------------- | ----------------------------- | ------------------- | --------- |
| 2015 | Giải thưởng âm nhạc MelOn lần thứ 7     | 10 nghệ sĩ hàng đầu           | Hyukoh              | Đoạt giải |
| 2015 | Giải thưởng âm nhạc MelOn lần thứ 7     | Nghệ sĩ của năm               | Hyukoh              | Đề cử     |
| 2015 | Giải thưởng âm nhạc MelOn lần thứ 7     | Album của năm                 | 22                  | Đề cử     |
| 2015 | Giải thưởng âm nhạc MelOn lần thứ 7     | Bài hát của năm               | "Comes and Goes"    | Đề cử     |
| 2015 | Mnet Asian Music Awards lần thứ 17      | Best Band Performance         | Hyukoh              | Đề cử     |
| 2015 | Mnet Asian Music Awards lần thứ 17      | UnionPay Song of the Year     | "Comes and Goes"    | Đề cử     |
| 2015 | Naver Yearly Ranking                    | Most Downloaded Song          | "Wi ing Wi ing"     | Đoạt giải |
| 2016 | Seoul Music Awards lần thứ 25           | Performance Culture Award     | Hyukoh              | Đoạt giải |
| 2016 | Golden Disc Awards lần thứ 30           | Best Rock Band Award          | Hyukoh              | Đoạt giải |
| 2016 | Gaon Chart K-Pop Awards lần thứ 5       | Discovery of the Year (Indie) | Hyukoh              | Đoạt giải |
| 2016 | Gaon Chart K-Pop Awards lần thứ 5       | Popular Singer of the Year    | Hyukoh              | Đề cử     |
| 2016 | Giải thưởng Âm nhạc Hàn Quốc lần thứ 13 | Bài hát của năm               | "Comes and Goes"    | Đề cử     |
| 2016 | Giải thưởng Âm nhạc Hàn Quốc lần thứ 13 | Nghệ sĩ của năm               | Hyukoh              | Đề cử     |
| 2016 | Giải thưởng Âm nhạc Hàn Quốc lần thứ 13 | Nghệ sĩ mới của năm           | Hyukoh              | Đoạt giải |
| 2016 | Giải thưởng Âm nhạc Hàn Quốc lần thứ 13 | Best Modern Rock Album        | 22                  | Đề cử     |
| 2016 | Giải thưởng Âm nhạc Hàn Quốc lần thứ 13 | Best Modern Rock Song         | "Comes and Goes"    | Đoạt giải |
| 2016 | Giải thưởng Âm nhạc Hàn Quốc lần thứ 13 | Netizen's Artist of the Year  | Hyukoh              | Đề cử     |
| 2017 | MelOn Music Awards lần thứ 9            | Top 10 Nghệ sĩ                | Hyukoh              | Đề cử     |
| 2017 | Mnet Asian Music Awards lần thứ 19      | Best Band Performance         | Hyukoh              | Đoạt giải |
| 2018 | Golden Disc Awards lần thứ 32           | Best Rock Band Award          | Hyukoh              | Đoạt giải |
| 2018 | Giải thưởng Âm nhạc Hàn Quốc lần thứ 15 | Nghệ sĩ của năm               | Hyukoh              | Đề cử     |
| 2018 | Giải thưởng Âm nhạc Hàn Quốc lần thứ 15 | Bài hát của năm               | "Tomboy"            | Đoạt giải |
| 2018 | Giải thưởng Âm nhạc Hàn Quốc lần thứ 15 | Album của năm                 | 23                  | Đề cử     |
| 2018 | Giải thưởng Âm nhạc Hàn Quốc lần thứ 15 | Best Modern Rock Album        | 23                  | Đoạt giải |
| 2018 | Giải thưởng Âm nhạc Hàn Quốc lần thứ 15 | Best Modern Rock Song         | "Tomboy"            | Đoạt giải |
| 2018 | MBC Plus X Genie Music Awards           | Bài hát của năm               | "Love Ya!"          | Đề cử     |
| 2018 | MBC Plus X Genie Music Awards           | Band Music Award              | "Love Ya!"          | Đề cử     |
| 2018 | MBC Plus X Genie Music Awards           | Genie Music Popularity Award  | Hyukoh              | Đề cử     |